# Kmet (šah)
Kmet ali pion je najšibkejša in najštevilčnejša figura pri šahovski igri. Označen je s simbolom »♟«. Ponekod na Slovenskem ga imenujejo tudi pešak ali pijon. Vsak igralec začne igro z osmimi kmeti, s po enim na vsakem polju v drugi oz. sedmi vrsti na šahovnici. V algebraični notaciji ima igralec z belimi figurami kmete postavljene na poljih a2, b2, c2, ..., h2, črni pa ima svoje kmete postavljene na poljih a7, b7, c7, ..., h7. Kmetje se razlikujejo po linijah, na katerih trenutno stojijo. Npr. velemojster je premaknil svojega »e-kmeta«. Vendar ponekod še vedno lahko zasledimo opisni način navajanja potez, npr. »beli damin kmet«.
Kmetje so izjemni po premikih in uporabi glede na ostale šahovske figure. Za razliko od ostalih figur se kmetje ne premikajo nazaj. Posebnost kmetov je tudi v tem, da se premikajo za eno polje naprej, razen pri prvi potezi, ko je igralcu omogočeno, da kmeta premakne iz izhodiščne postavitve za eno ali dve polji naravnost naprej. Kmet prav tako ne more preskočiti figure iz svoje izhodiščne postavitve pri svoji začetni potezi. Izjema pri kmetih je tudi v tem, da ne morejo jemati v smeri, v katero se premikajo, pač pa zajamejo nasprotnikove figure vertikalno, levo ali desno za eno polje naprej. Katerakoli figura, ki stoji eno polje naravnost pred kmetom mu onemogoča njegovo napredovanje.
- Napredovanje kmetov
- Blokirani kmetje
- Napadeni polji

Še nenavadnejše pravilo pa je jemanje »en passant«. To pravilo se pojavi pri začetnem premiku kmeta za dve polji, s tem, da »mimogrede« seka polje jemanja nasprotnikovega kmeta, ki stoji dve polji levo ali desno pred njim. Nasprotnikovega kmeta lahko torej zajame tako, kot bi ga, če bi se le-ta premaknil iz svojega začetnega položaja zgolj za eno polje.
Pomembno je tudi, da se takšno »en passant« jemanje izvede nemudoma po nasprotnikovem premiku kmeta za dve polji in da se kasneje, v drugi ali še kasnejši potezi, izgubi pravico do jemanja. To pravilo velja samo med kmeti. Kralj, lovec, skakač ali dama ne morejo sodelovati pri tem pravilu. Trdnjava pa tako ne more jemati vertikalno.
Kmet konča svoje napredovanje takrat, ko pride do vrha šahovnice (do osme vrste kot beli in do prve vrste kot črni). Takrat se na njegovo mesto postavi drugo figuro (se ga promovira v drugo figuro). Igralec lahko izbira med damo, trdnjavo, lovcem ali skakačem. Po navadi je najbolj smotrno kmeta spremeniti v damo, vendar pa je to lahko v določenih razporeditvah slabo ali celo usodno.
- Kmet pred promocijo
- Razporeditev po promociji

V praksi se največkrat zamenja kmeta za prej zajeto figuro, ker standardni šahovski nabor ne vsebuje dodatnih figur, ki bi lahko nadomestile vse kmete za druge figure. Vendar izbor pri promociji kmetov ni omejen le na prej zajete figure, tako, da je po promociji povsem dovoljeno imeti recimo tri do deset skakačev, lovcev ali trdnjav, ali dve do devet dam hkrati na šahovnici. Niti ni tako redko v velemojstrski praksi, da se na šahovnici v določenem delu igre pojavi več lahkih ali težkih figur kot jih je bilo na začetku. Leta 1927 sta imela v deveti igri pri boju za svetovnega šahovskega prvaka Jose Raul Capablanca in Aleksander Aljehin štiri dame na šahovnici. Kadar ni na voljo dodatne kraljice, jo v praksi navadno nadomesti narobe obrnjena trdnjava.

### Strategija
Kmetje so vir skoraj celotne strategije pri šahovski igri. Ostalim figuram lahko slabo postavitev kasneje popravimo, medtem ko kmet nima možnosti vračanja na boljšo postavitev, lahko le napreduje. Na splošno je postavitev kmetov tista, ki narekuje strategijo šahovske igre... (glej šahovska strategija)